# 马埃岛
马埃岛（Mahé）是塞舌尔最大的岛屿，也是其首都维多利亚的所在地，其面积155，人口约8万人，占全国人口的90%。马埃岛是著名的旅游胜地，也是印度洋上重要的海底电缆枢纽站。
1609年，英国人首次抵达马埃岛。之后直到1742年法国人拉扎尔·皮科探险之前没有欧洲人来探访过。1812年之前，马埃岛一直为法国所有，之后成为英国殖民地。1976年，塞舌尔独立，马埃岛也脱离了英国统治。

## 图集

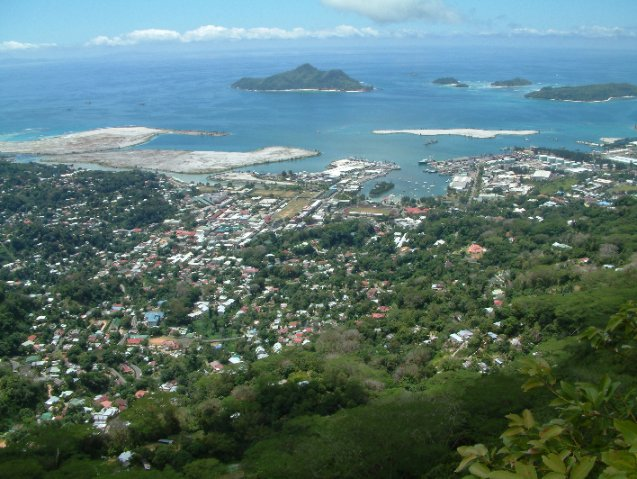
首都维多利亚
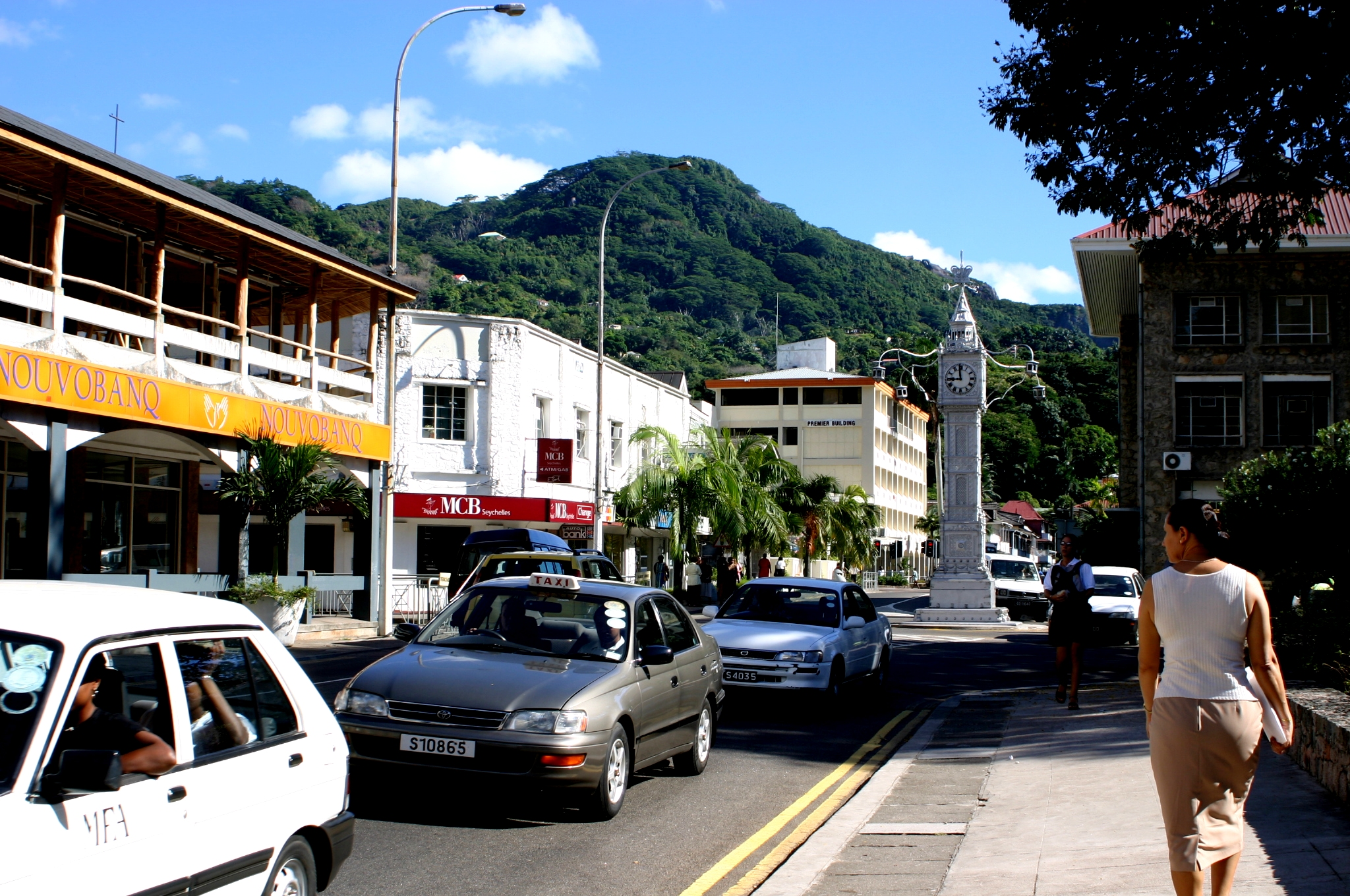
首都维多利亚
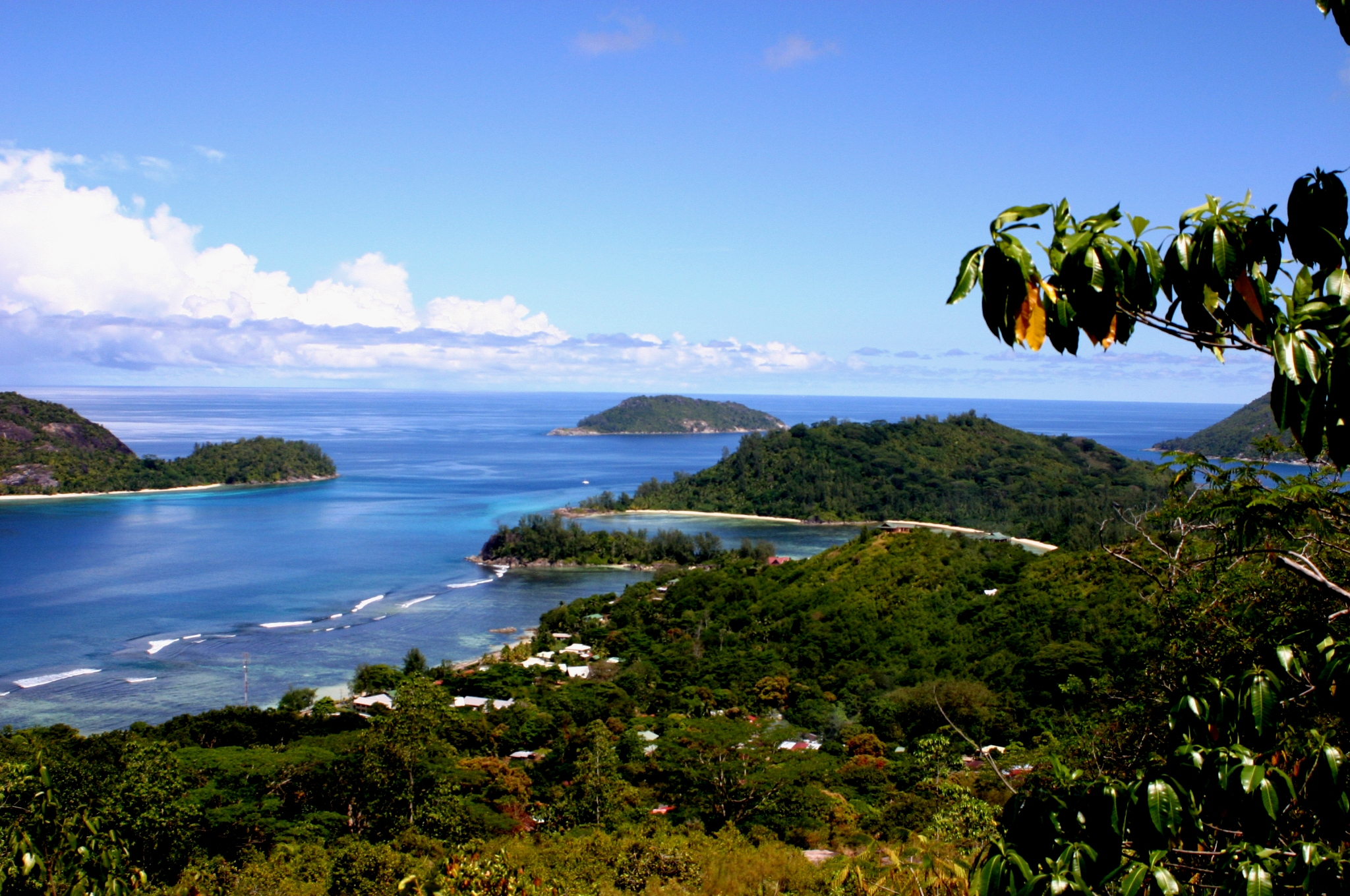
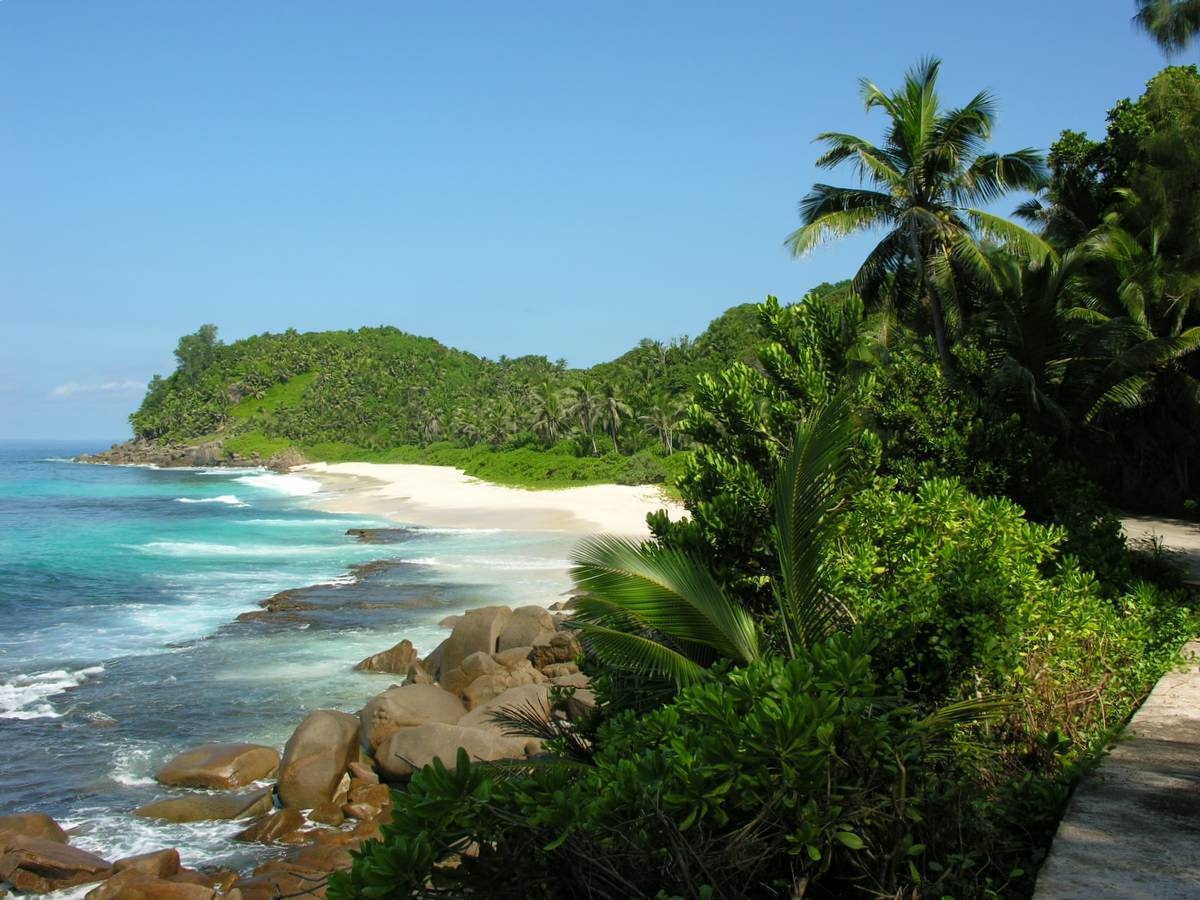
海滩

4°40′S 55°28′E / 4.667°S 55.467°E